# Hilary Shuard
Hilary Bertha Shuard CBE (* 14. November 1928 in Chester; † 24. Dezember 1992 in Cambridge) war eine britische Expertin für mathematische Grundschuldidaktik.

## Leben und Karriere
Shuard kam als Tochter von Robert William und Bertha Lilian Shuard zur Welt. Sie absolvierte in Oxford und Cambridge ein Studium der Mathematik, welches sie mit einem Bachelorabschluss (1949) und zwei Masterabschlüssen (1955) beendete. Neben ihrem Studium war Shuard auch sportlich aktiv; in Cambridge erhielt sie Auszeichnungen (Blues) im Feldhockey und Cricket. Auch nach ihrer Studienzeit blieb sie dem Sport treu und war von 1979 bis 1989 Präsidentin der Cambridgeshire Women’s Hockey Association.
Ihre Karriere als Lehrerin begann Shuard 1953 an der Christ’s Hospital School in Hertford, ehe sie 1959 ans Homerton College in Cambridge wechselte, wo sie fast ausschließlich mit der Ausbildung von Lehrern betraut war. Von 1966 bis zu ihrer Pensionierung 1986 war sie stellvertretende Leiterin des College, von 1961 bis 1973 führte sie zudem die Abteilung für Mathematik.
Shuard engagierte sich in der Mathematical Association, deren Präsidentin sie von 1985 an für ein Jahr war. Für ihre Leistungen wurde sie 1987 mit dem Order of the British Empire ausgezeichnet. Aufgrund schwerer Verletzungen durch einen Autounfall konnte die Verleihung jedoch erst verspätet vorgenommen werden.
Sie starb plötzlich am Heiligabend 1992 in Cambridge.

## Positionen
Shuard vertrat die Auffassung, dass Kinder allzu oft als leere Gefäße angesehen würden, die mit mathematischen Inhalten zu füllen seien. Vielmehr seien Kinder fähige Lernende und bereits voller Erfahrungen, die es zu nutzen gelte. Diese Ansichten vertrat sie etwa in der BBC-Dokumentation Twice Five Plus the Wings of a Bird von 1985.
1982 wirkte sie am sogenannten Cockcroft Report zur Mathematikpädagogik an britischen Schulen mit. In der Folge vertrat sie vehement die Auffassung, dass Kinder bereits in der Grundschule den Umgang mit Taschenrechnern erlernen sollten. Dabei sollte das klassische Rechnen mit Papier und Stift nicht ersetzt, sondern vielmehr sinnvoll ergänzt werden. Diese Ansichten vertrat sie wiederholt auch auf dem International Congress on Mathematical Education, wo sie zuletzt viel Zustimmung erhielt.
Shuard war stets bemüht, die Grundschulpädagogik in den Fokus der Öffentlichkeit zu rücken. So bewirkte sie, dass die Zeitschrift TES (Times Educational Supplement) ihren Teacher of the Year Award 1992 an einen Grundschullehrer verlieh. Das Jahr 1988 wurde auf ihre Initiative hin in Großbritannien zum Primary Mathematics Year ausgerufen.

## Schriften

### Autorin
- Primary mathematics today. mit Elizabeth Williams, Longman, London 1970, ISBN 0-582-43029-1.
- The mathematics curriculum : from graphs to calculus. Blackie & Son Ltd., London 1977, ISBN 0-216-90341-6.
- Teaching calculus. mit Hugh Neill, Blackie, Glasgow 1982, ISBN 0-216-91083-8.
- In-service education in primary mathematics. mit Mary Timothy Pinner, Milton Keynes : Open University Press 1985, ISBN 0-335-15023-3.
- Primary mathematics today and tomorrow. Longman, 1986, ISBN 0-582-17421-X.
- The Homerton LOGO manual. mit Fred Daly, Cambridge University Press, Cambridge 1987, ISBN 0-521-33723-2.
- Children, mathematics and learning. mit anderen, Simon & Schuster, London 1990, ISBN 0-750-10110-5.
- Calculators, children and mathematics. mit anderen, Simon & Schuster, London 1991, ISBN 0-750-10111-3.
- Working with groups of teachers. mit anderen, Simon & Schuster, London 1991, ISBN 0-750-10113-X.

### Herausgeberin
- Teachers of mathematics : some aspects of professional life. mit Douglas Quadling, Harper & Row, London 1980, ISBN 0-063-18174-6.
- Children reading mathematics. mit Andrew Rothery, Murray, London 1984, ISBN 0-719-54093-3.